# Университет Чарлстона
Университет Чарлстона (англ. University of Charleston) — частный университет в Чарлстоне, столице Западной Виргинии, США.
Будущий университет был основан в 1888 году как семинария Южной методистской церкви. В 1901 году она была переименована в колледж Морриса Харви. В 1935 году колледж переехал в центр Чарльстона, объединился с колледжем изящных искусств и музыки Мейсона. В 1940 году колледж Морриса Харви стал независимым от методистской церкви, а 1947 году переехал в свой нынешний кампус на берегу реки Канова напротив от Капитолия штата.
В декабре 1978 года колледж стал университетом.
В 2013 году университет Чарлстона занял кампусы расформированного университета Маунтин-Стейт в Бекли и Мартинсберге. Однако, вскоре они были проданы, а в этих городах университетом образованы новые кампусы. В Бекли старый кампус перешёл к Технологическому институту Университета Западной Виргинии.
В университете более двадцати основных программ бакалавриата, включая такие направления, как бизнес, коммуникации, образование, сестринское дело, физкультура, спортивное администрирование, радиологическая наука и дизайн цифровых медиа. По данным 2014 года, в университете Чарлстона обучались 2949 студентов.
Университет Чарлстона имеет свою спортивную команду «Золотые орлы». Цвета формы — марун (тёмно-бордовый или каштановый) и золотой. Золотые орлы участвуют в 19 видах спорта. Наиболее успешны мужская футбольная команда (чемпионы Дивизиона II NCAA в 2017 и 2019 гг) и мужская волейбольная (Дивизион I NCAA в 2023 году).